# Wolf-Glanvell-Hütte

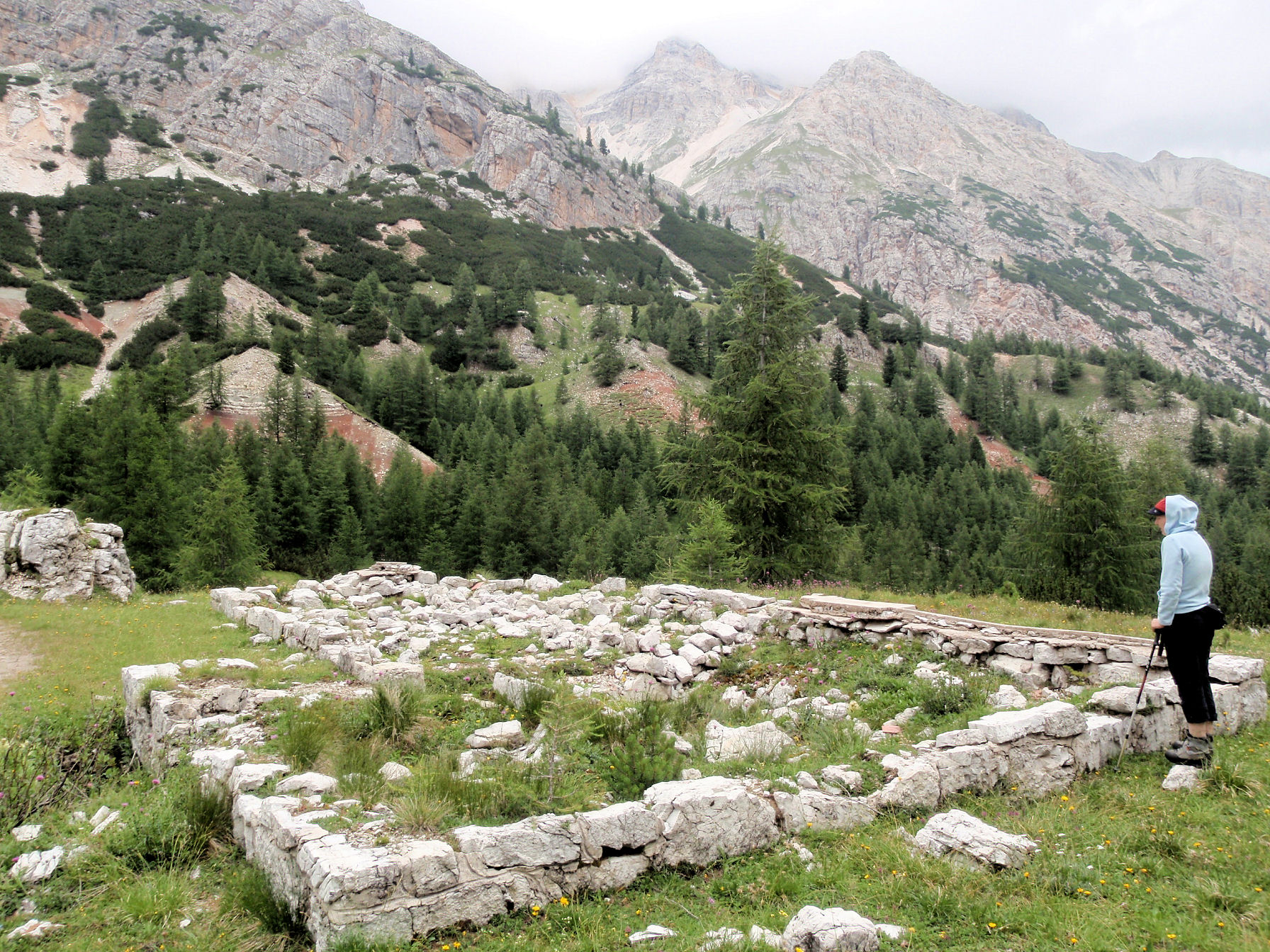
Ruine der Wolf-Glanvell-Hütte 2012

Die Wolf-Glanvell-Hütte war eine nach dem Alpinisten Viktor Wolf von Glanvell benannte Schutzhütte. Sie lag im Val Travenanzes, einem Hochtal zwischen der Fanesgruppe im Westen und der Tofana im Osten, in der italienischen Provinz Belluno auf 2065 Metern Höhe. Das 1907 fertiggestellte Haus gehörte der Sektion Dresden des Österreichischen Touristenklubs. Bei den Kampfhandlungen während der Ersten Dolomitenoffensive im Gebirgskrieg 1915–1918 wurde die Hütte am 1. August 1915 zerstört.

## Lage und Umgebung
Die Hütte lag im oberen Travenanzestal auf 2060 Metern Höhe, westlich oberhalb des Rio Travenanzes. Östlich der Hütte begann der vom damaligen Pächter der Hütte eingerichtete erste Klettersteig der Dolomiten, der Hugo-Kunze-Steig. Dieser bestand aus in den Stein gehauenen Stufen. Über diesen Weg mussten die Österreicher im Dolomitenkrieg einen Teil ihres Nachschubs abwickeln. Nach Verlust von Stellungen im Bereich des Kars Il Masaré und der Tofana di Rozes im Juli 1916 wurde er zerstört. Die heutige Scala del Menighel, an gleicher Stelle, besteht aus Eisenstiften.

## Geschichte
Viktor Wolf von Glanvell vertrat seit 1904 in der Zeitschrift des Deutschen und Oesterreichischen Alpenvereins den Plan im oberen Travenanzestal eine Schutzhütte zu erbauen, die als Stützpunkt für die touristische Erschließung der Fanisberge und der Tofana dienen sollte. Hugo Kurze, auch er ein Dolomitenfreund, und erster Vorsitzender der Sektion Dresden des ÖTK, griff den Plan zur Errichtung eines Schutzhauses auf und begann 1905, zusammen mit Wiener Vertretern des ÖTK und dem Gemeinderat von Cortina d’Ampezzo, im Travenanzestal mit dem Abstecken des Baugrundes. Im Dezember beschloss eine außerordentliche Mitgliederversammlung der Sektion eine bewirtschaftete Hütte zu bauen und ihr den Namen zu Ehren Wolf von Glanvells, der 1905 verunglückte, zu geben.
Entworfen wurde das im Blockhausstil gestaltete Haus von dem Innsbrucker Architekten Othmar Sehrig. Die Hütte verfügte in der Gaststube über einen halbrunden Erker mit bunter Verglasung. Für Frauen gab es ein Zweibettzimmer, für Männer im Obergeschoß drei Zimmer mit 10 Betten, sowie 9 Matratzenlager.
Im Verlauf der Ersten Dolomitenoffensive blieb der Vormarsch des italienischen Generals Antonio Cantore in der Nähe der Glanvell-Hütte auf etwa 2000 Metern Höhe stecken, in den darauf folgenden Kampfhandlungen zerstörten mehrere Granaten das Haus.